# Історія Скандинавії

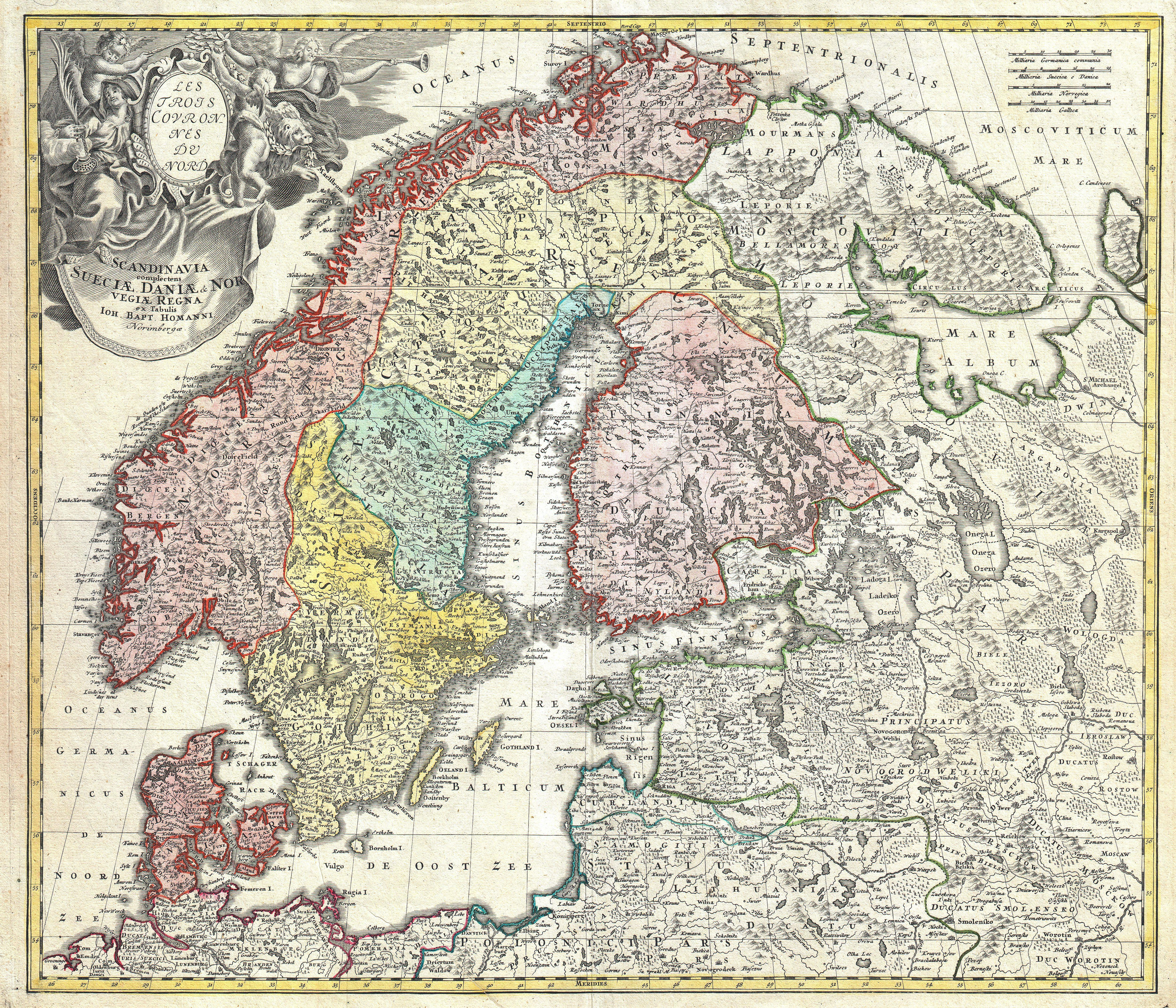
Мапа німецького географа Йоганн-Баптиста Гоманна, 1730 рік

Історія Скандинавії — історія регіону Скандинавія та його населення. У цьому плані розуміється історія Данії, Норвегії та Швеції. В широкому сенсі іноді також розглядається історія таких країн, як Фінляндія та Ісландія, з огляду на те, що вони тривалий час були частиною скандинавських держав. Також спільно розглядається історія Гренландії як частини Данії. В цій ситуація історія Данії, Швеції, Норвегії, Фінляндії та Ісландії замінюється терміном «історія Північної Європи».

## Доісторичний період

### Палеоліт

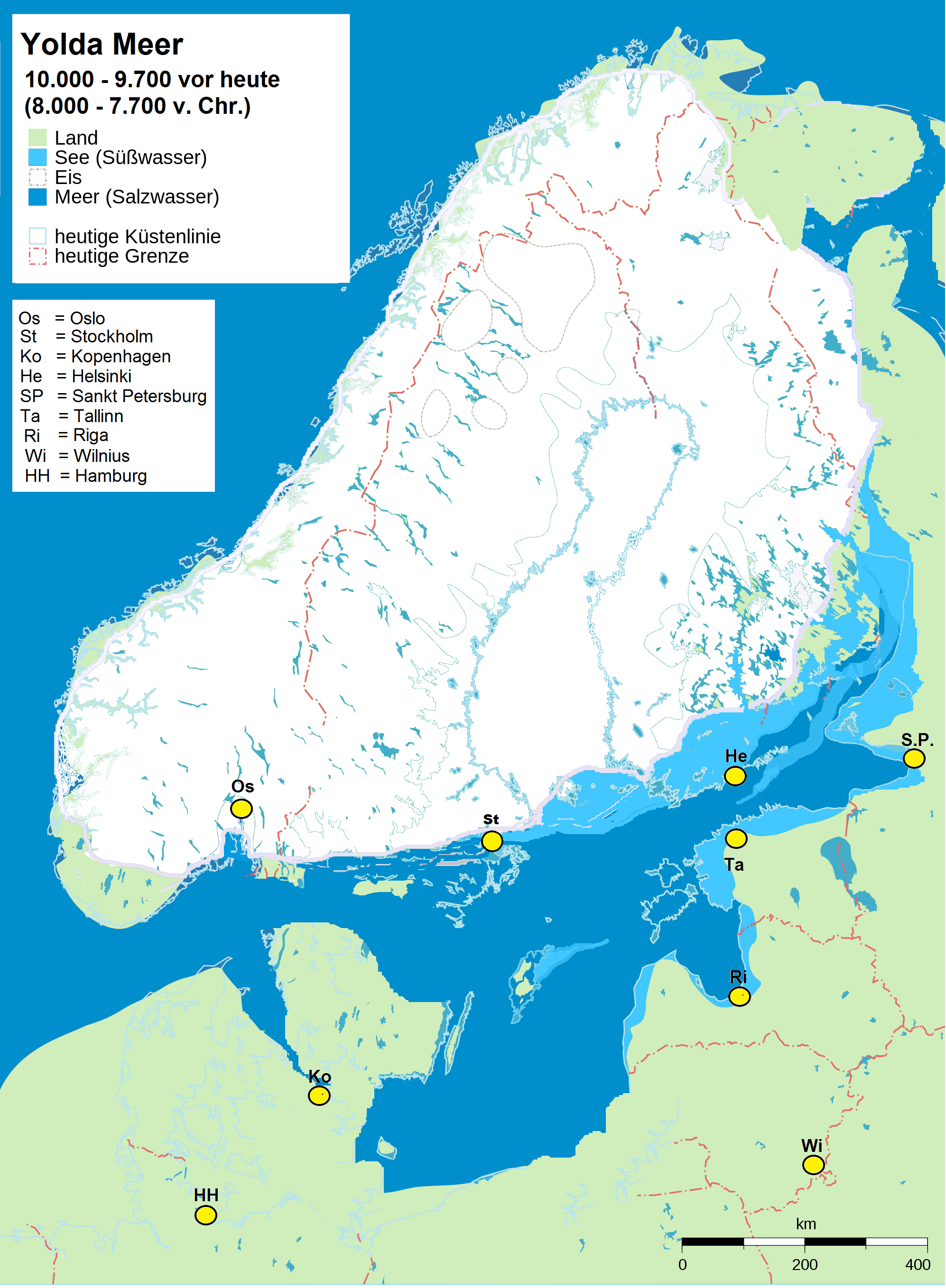
Льодовиковий період в Скандинавії

Знахідки 1996 року у Вовчій печері в Західній Фінляндії (муніципалітет Карійокі провінції Похьянмаа) багатьма дослідниками були інтерпретовані як матеріальні свідчення перебування тут неандертальців. Мінімальний вік знахідок був оцінений в 40 тисяч років. Артефакти Вовчої печери є унікальними: до їх відкриття найбільш давні свідчення перебування людини в Північній Європі (залишки поселень в Данії, Норвегії, Балтиці, Фінляндії і Швеції) відносили приблизно до 8500 року до н. е.
Протягом Віслинського заледеніння весь Скандинавський півострів перебував під льодом. Перші землі півострова стали звільнятися від льоду приблизно 12 тисяч років тому (на території сучасних Данії і Південної Швеції), після чого племена мисливців, які жили в ті часи біля кордону льодів (у тундрі), стали поступово мігрувати на північ разом зі стадами північних оленів. Найпоширенішою культурою часів палеоліту була аренсбурзька. Її представники зводили житла типу кота. У цей же час повільно з'являється тайга.

### Мезоліт
Приблизно з 9000 року до н. е. аренсбуржці розселялися слідом за льодовиком, що відступав, у двох напрямах — на північний захід і північний схід, огинаючи з двох сторін Балтійське льодовикове озеро. Ними був створений ряд так званих «культур кола маглемозе», час існування яких припадає на 8000—5000 до н. е. Це культури фосна в центральній Швеції і Норвегії; Комса — на крайній півночі Скандинавії, включно з Кольським півостровом; аськола і суомус'ярві у Фінляндії і Карелії; верет'є в Східному Приладожжі; кунда на території Іжорії. Представники цих культур займалися полюванням, рибальством (переважно лососевих) та збиранням.
У VII тисячолітті останні мисливці переселилися до північних частини Скандинавії, південну частину якої було вже вкрито помірними широколистяними і змішаними лісами. Фауна включала зубрів, турів, лосів, тюленів, оленів. У VI тисячолітті на зміну маглемозе приходить конгемозе, на зміну культури фосна в центральній Швеції та Норвегії приходить культура Ньоствет-Ліхульт.
Перехідною культурою від мезоліту до неоліту (з близько 5200 до н. е.) на півдні стала культура Ертебелле, що прийшла на заміну конгемозе. З'являються оббиті нешліфовані кам'яні знаряддя, кістяні й рогові вістря, долота, сокири, рибальські гачки, руків'я, починає вироблятися примітивна кераміка.
Водночас з V тисячоліття до н. е. з розвитком культури Комса відбувається формування спільноти протосаамів. Формування саамської народності протягом наступних півтора тисячоліття (до середини 1-го тис. н. е.) було тривалим і складним процесом і полягало у змішанні багатьох етнічних компонентів, на що прямо вказують антропологічні, генетичні, лінгвістичні і культурні відмінності окремих груп сучасних саамів.

### Неоліт
Є досить велика кількість археологічних знахідок на території Скандинавії, датування яких починається з періоду неоліту. На початку цього періоду мешканці південної та центральної Скандинавії починають поступово переходити до осілого способу життя, обробляють землю, вже потроху тримають свійських тварин (вівці та свині). У Данії формується культура лійчастого посуду, яку відносять до мегалітичної культури. Протягом IV тисячоліття до н. е. вона поширилася до центральної Швеції (регіон Уппланд). Під впливом цих процесів у центральній Швеції та південній Норвегії культура Ньоствет-Ліхульт змінюється культурою ямкової кераміки. В той час полювання і збирання поєднувалися з сільським господарством і тваринництвом. За різними гіпотезами, скотарі й рибалки боролися з осілими племенами, за іншими вони змішалися в єдину культуру. Проблему дослідження становить невеличка кількість поховань цього періоду, знайдених археологами. Прикладом змішаного поселення вважається пальове селище Альвастра. Достеменно невідома мова цих племен.
Наприкінці III тисячоліття до н. е. на південь Скандинавії вдерлися праіндоєвропейські племена — представники культури шнурової кераміки. Північним кордоном загарбань став Уппланд у Швеції та Осло-фіорд в південній Норвегії. Їх праіндоєвропейська мова стала основою усіх скандинавських мов.

## Бронзова доба

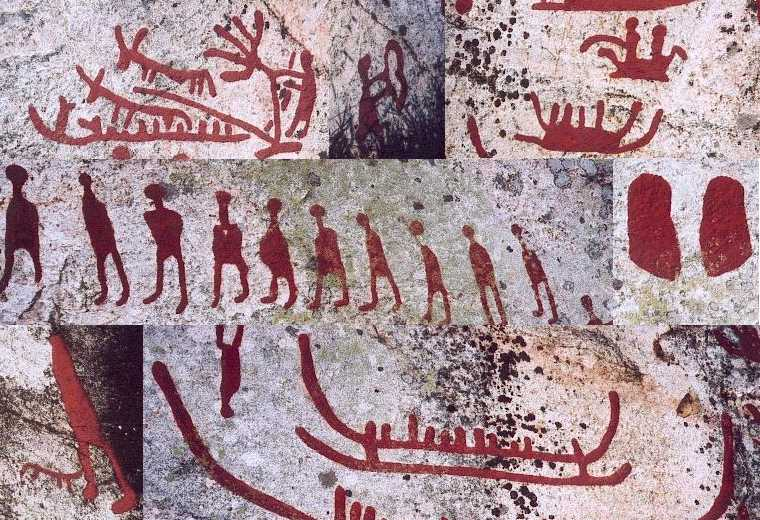
Петрогліф зі Швеції

Цей час характеризується доволі теплим кліматом, який порівнюється з середземноморським, що сприяло зростанню населення. Завершується бронзова доба в Скандинавії зміною клімату. Він стає більш прохолодним і вологим, значно погіршуються умови проживання. На думку деяких дослідників, це підштовхнуло низку місцевих племен до руху на південь.
Декілька петрогліфів зображують кораблі, а великі кам'яні утворення, відомі як кам'яні кораблі, свідчать, що судноплавство відігравало важливу роль у культурі. Декілька петрогліфів зображують кораблі, які, на думку низки дослідників, могли б бути з Фінікії або мікенської Греції. З цього періоду залишилося на півдні Скандинавії багато курганів і полів з петрогліфів, але їхнє значення натепер не з'ясовано.
Скандинавські племена приєдналися до культур бронзового віку в Європі досить пізно. Бронзу вони отримували лише завдяки торгівлі, вимінюючи на вовняні та дерев'яні вироби. В цей час до Скандинавії також починають потрапляти золоті вироби. Водночас стає джерелом торгівля бурштином. Рештки скандинавського бурштину було знайдено в похованнях Мікенської цивілізації на Балканському півострові. Першим автором, який описав відвідування Скандинавії, був грецький мандрівник Піфей з колонії Массалія на півдні сучасної Франції, що здійснив мандрівку північними морями близько 320 року до н. е. Згодом встановлюються торговельні контакти з державами кельтів Британії, племенами германців біля гирла річок Шельда, Рейн, Маас.

## Залізна доба
Погіршення кліматичних умов призвело до пошуку більш гідних земель. З цим більшість дослідників пов'язують міграцію племен кімврів і тевтонів з Ютландії до Галлії. У 113 році до н. е. вони зіштовхнулися з Римською республікою в Нарбоннській галлії та Норіку й Реції. Лише надзусиллями римляни у 101 році до н. е. зуміли завдати цим племенам нищівної поразки.
Племена, що залишилися в Скандинавії, з запізненням доєдналися до залізного віку Європи. Тривалий час широко використовувалися бронзові вироби, а залізні слугували більше прикрасами. Згодом залізо дедалі більше стали використовувати для виготовлення знарядь: серпів, ножів, голок, а також мечів. Протягом I тисячоліття скандинавські народи через торгівлю зазнають впливу Латенської культури, що поширилася на північний захід сучасної Німеччини. З цього часу археологи знайшли мечі, спиці, ножиці, серпи, кліщі, ножі, голки, пряжки, чайники.
Підкорення Римською державою Галлії, походи імператорських військ проти германських племен змінило ситуацію. Поступово встановлюються торговельні відносини скандинавів з римлянами. У Скандинавії спостерігався великий імпорт товарів, насамперед монет, посуду, бронзових зображень, скляних виробів, емальованих пряжок, зброї. До цього періоду відносяться знахідки так званих болотяних людей в Данії, Шлезвігу та південній Швеції. Разом з тілами було знайдено зброю, побутові вироби та одяг з вовни. Переважають поховання без спалювання. В цей час починається широке добування заліза у болотах.
Водночас у працях давньоримських істориків Плінія Старшого і Птолемея вперше згадано про племена Скандинавії — свіонів (свеїв), гаутів (геатів) і фінів. Основу становили патріархальні родини. Процес розкладання первіснообщинного ладу відставав від південногерманських племен. Виробничий процес мав колективний характер. Головним заняттям було скотарство в поєднанні з землеробством. Останнє переважало на родючих рівнинних землях по обидва боки балтійських проток і в приморській частині центральної Швеції. Скотарство було як стійловим, так і пасовищним; поряд з орним поширене було і підсічно-вогневе землеробство. Важливе значення зберігали полювання, рибо- і звіроловство. Виділилися деякі професії — ковалі, рудокопи, гончарі.

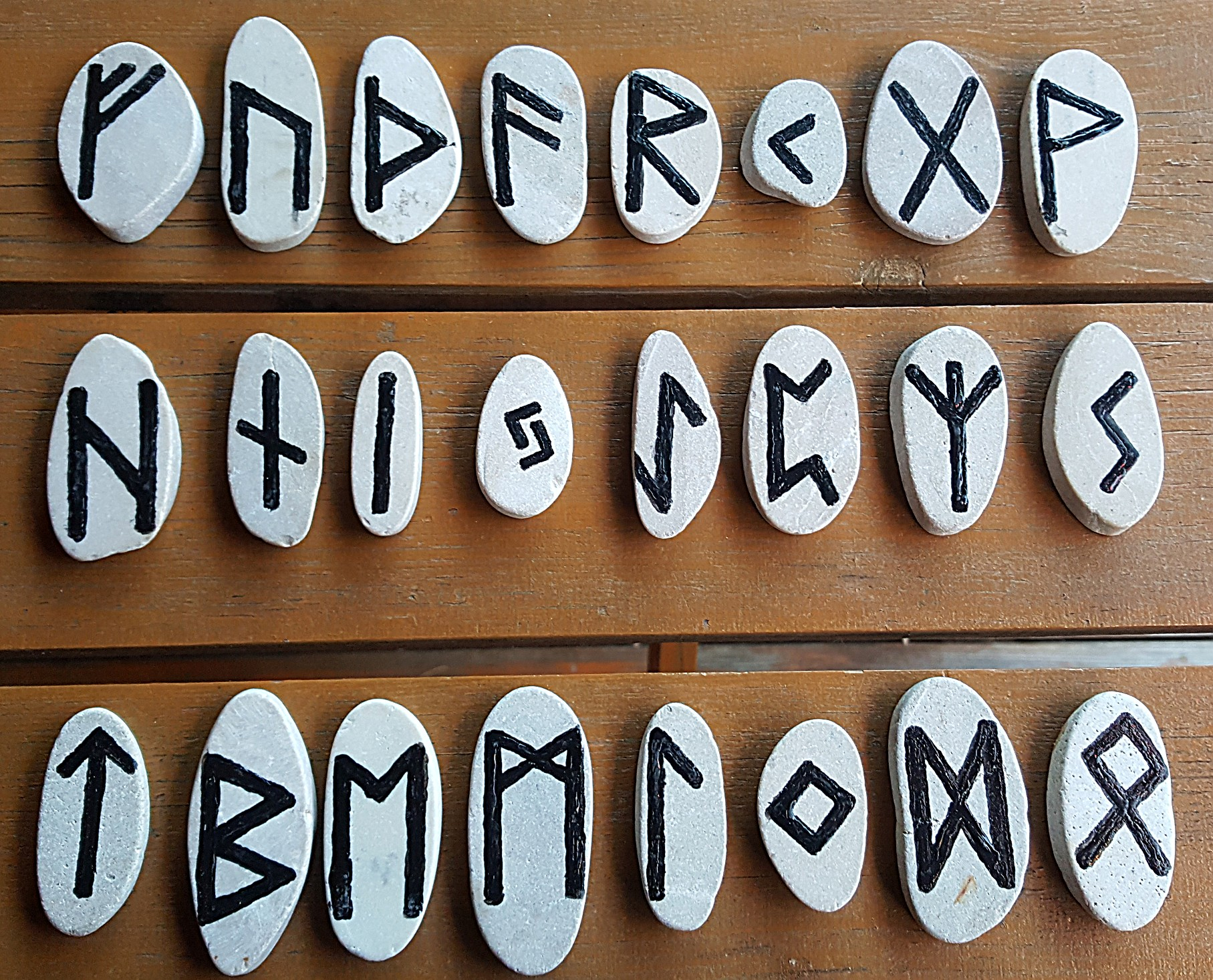
Руни

Поява примітивної літерної писемності — рун, стала одним зі свідчень розпаду первісного суспільства в Скандинавії. Воно виникло швидше за все на півдні, де були більш тісні зв'язки з провінціями Риму. Основою абетки служило латинське капітальне письмо. Рунічні написи вирізалися найчастіше на дереві, але збереглися переважно висічені на камені і металі. Ранні написи датуються III століттям н. е.
На початку так званої Ранньогерманської залізної доби з'являються племена данів, що рухаються ймовірно з центральної Швеції. Вони приходять на заміну герулами, що мешкали на островах Зеланія, Фюне і Лолланд. Можливо, відбувається змішення цих племен. Втім більшість герулів і готів рухаються на південь, тиснучи на інші германські племена.

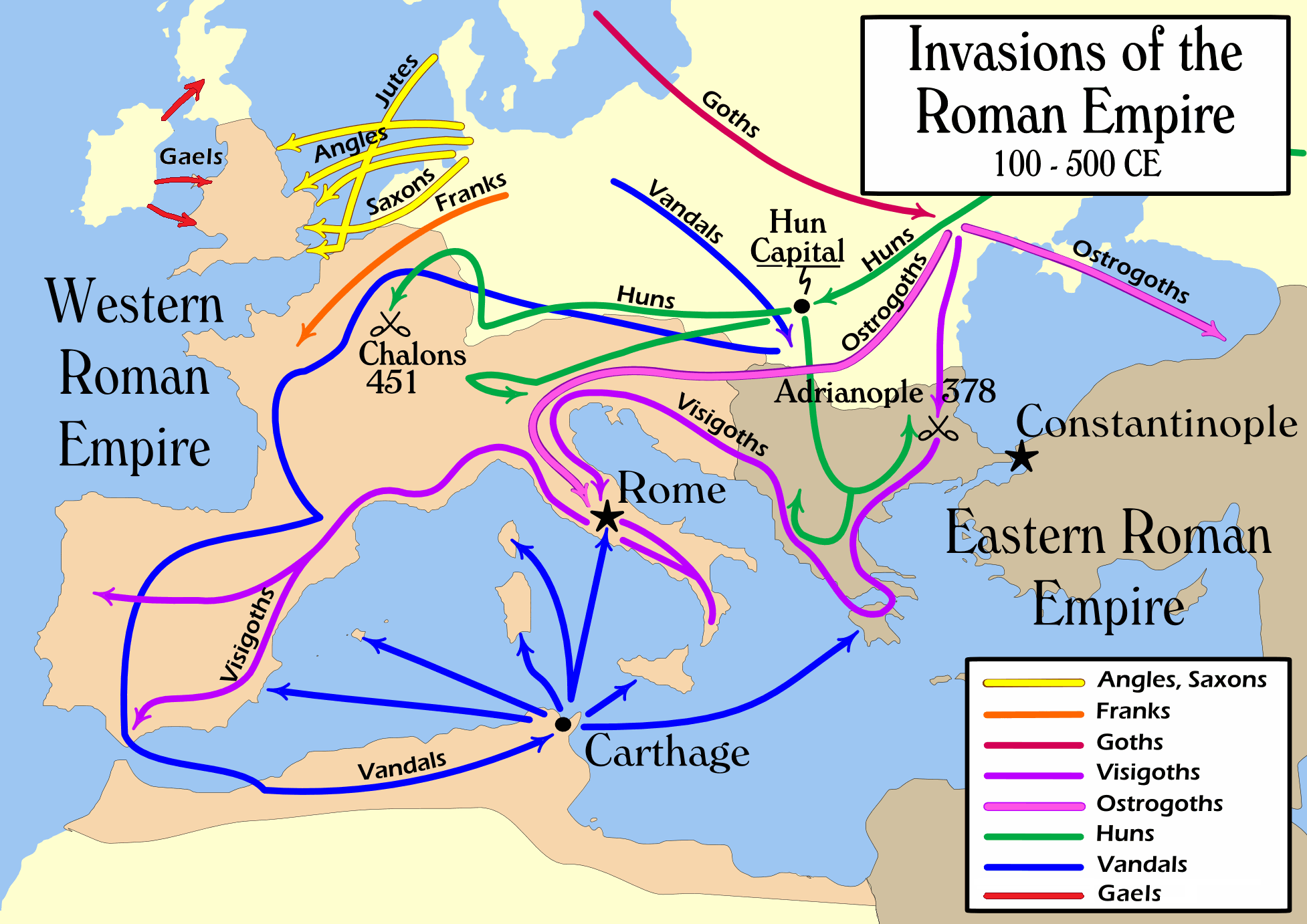
Переселення народів

Цим спонукають процес Великого переселення народів, з яким вимушена була стикнутися Римська імперія. Вторгнення германських племен до Римської імперії з кінця IV і на початку V століть н. е., падіння західної Римської імперії, утворення варварських держав призвело до збільшення кількості золота та срібла, що стали поступати до Скандинавії. Разом з тим з'явився колісний плуг з відвалом для оранки важких ґрунтів, відбуваються разючі успіхи металургії та художніх ремесел, з нею пов'язаних. Про це свідчать археологічні знахідки.
Завершується залізна доба в Скандинавії Вендельським періодом (або пізньогерманською залізною добою). Для нього характерні патріархальна структура суспільства, розвиток добування і обробки заліза. З материкової частини нинішньої Данії переселилися на Британські острови англи і юти. У Західну Норвегію прибули через моря хорди і руги. Наприкінці періоду відчувається брак золота та виробів внаслідок знищення центрів виробництв у процесі розподілу Римської імперії між германськими племенами.
Близько VI ст. утворюються перші володіння (князівства) на чолі з племінними вождями (хевдінгами) або військовими вождями (конунгами). Вони ще були доволі нечисленними, переважно на півдні Скандинавії. З них найвідомішими є з центрами в Гудме (тамтешні хевдінги або конунги володіли Східним Фюном), Лейре (Лер) — контролювали північну частину о. Зеландія (правила династія легендарних Скйольдунгів), в центральній Ютландії, яку перед тим дани захопили в ютів, Сконе (стародавній батьківщині данів), геатів в Західній Швеції, ютів на півночі Ютландії, в південній Норвегії.

## Середньовіччя

### Час вікінгів

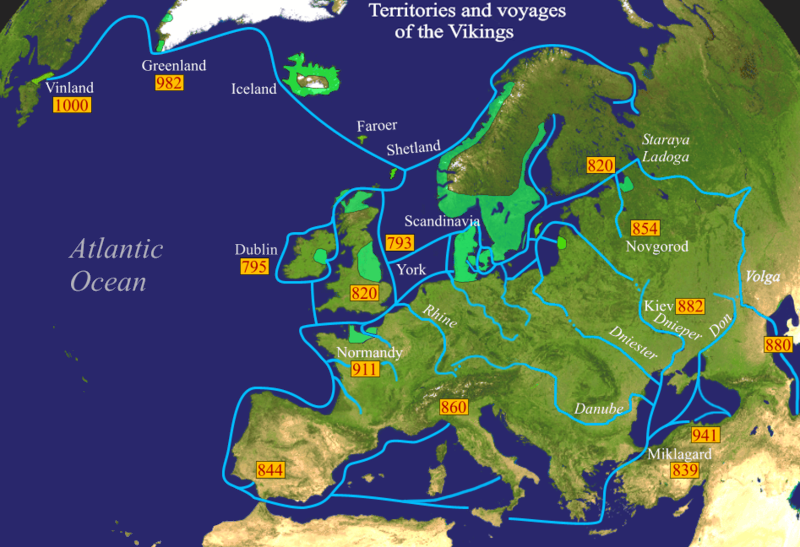
Походи вікінгів

Вікінги починаючи з VIII століття стали вельми значною силою. На своїх досить швидкохідних «довгих» човнах вони здійснювали плавання навколо Європи, на Близький Схід і в Північну Африку, а також в Ісландії, Гренландії та Північної Америки (острів Ньюфаундленд). Вони займалися торгівлею, але частіше грабунками місцевого населення. Також вони засновували колонії в нових землях. Епоху вікінгів прийнято починати з 793 року, коли вікінги розграбували великий монастир святого Кутберта на британському острові Ліндісфарн. Є свідоцтва і більш ранніх нападів вікінгів на британські поселення: в 789 році, зокрема, вікінги напали на місто Портсмут. Водночас, окрім пограбувань, було бажання встановити торговельні зв'язки з новими країнами. Якщо дани і нормани основні зусилля спрямовували до Західної Європи, то свеї — звернулися на схід, де в той час формуються слов'янські держави, утворюються племінні союзі балтських народів.
Скандинави везли на Схід хутра, тюленячий жир, мед, рабів. Ринки рабів існували в IX—X ст. на західному узбережжі Швеції — в гирлі Ета-Ельвія — і на данському острові Самсьо (між Ютландією і Зеландією). До Європи скандинави доставляли прянощі, віна, шовк, ювелірні вироби.
Успіху походів вікінгів сприяли перевага морехідного мистецтва данів, норманів, геатів і свеїв, раптовість їх появи. Водночас здатність їхніх сусідів до відсічі знижувалася політичною роздробленістю — феодальної на заході, племінної на сході Європи. Обидві частини Європи, особливо після розпаду Франкської імперії і до появи сильних держав в Британії, Франції, Німеччини, Русі з різних боків були відкриті для набігів і нападів. Скандинавські флотилії проникають до Каспійського, Чорного, Середземного морів. Вікінги грабують берега Ірландії і Франції, Балтики та Італії, Іспанії та Північної Африки. Варязьких купців зустрічають на ринках Константинополя, Багдада, Хорезма, Бухари. Згодом, в XI ст. вікінги утворюють власні держави в Ірландії, Шотландії, Британії Франції, зробили нові завоювання в Південній Італії, отаборившись в Ісландії і Гренландії норвежці досягли наприкінці Х ст. берегів північної Америки.

Завоювання вікінгів

З 911 року починається перехід до осілого способу вікінгів у захоплених державах. Першою такою стає герцогство Нормандія. У 1014 році відбувається об'єднання Данії, Норвегії і Англії. Час вікінгів умовно завершується в 1066 році з поразкою норвезького короля Гаральда III. Хоча через 3 тижні після цього Вільгельм I, герцог Нормандії переміг останнього англосакського короля Гарольда й став королем Англії.

### Утворення держав
Більш-менш значні державні утворення виникають наприкінці VII — на початку VIII століть. Так, у Норвегії було декілька протодержав Вестфольд, Адгер, Гейстад, Алвґейм Рогаланд; на території сучасної Данії було 3 «королівства» в Ютландії, 3 або 4 на о. Зеландія і 1 на о. Фюне у Швеції: геати створили декілька держав на півдні, дани в Сконе, свеї утворили протодержави Світйолд. На початку IX конунг Годфред зумів об'єднати значну частину Південної Скандинавії (сучасні Данію, південні Норвегію і Швецію), проте це було короткочасно. Втім процесам об'єднання протодержав сприяла схожість мови і культури. Тому протягом IX—X століть тривали спроби поєднати усі племінні володіння скандинавів.
На кінець епохи вікінгів припадає початок утворення повноцінних держав. Десь в середині X століття в Норвегії конунг Гаральд I, конунг Вестфольду, об'єднав південні області своєї країни, а в Данії всіх конунгів остаточно підпорядкував Горм Старий, який першим прийняв титул короля. З середини 970-х років відбуваються спроби поєднати Данію та Норвегію, але вони мають короткочасний результат.
Шведський конунг Ерік VI Переможний в кінці свого життя в першій половині 990-х років взяв верх над данським королем Свеном I Вилобородим, але син Еріка Олаф не зміг утримати завоювань батька. Свен Вилобородий не тільки звільнився від влади шведів, але в 1000 році повернув данцям владу над норвежцями, правда теж ненадовго — тільки до своєї смерті в 1014 році. При Олафі II Святому вже норвежці (в союзі зі шведами) зробили спробу завоювання Данії. Провал цієї спроби повернув Норвегію під владу датчан, і на нетривалий час дав їх королю Кнуду Великому владу над Швецією.
Син Олафа Святого — Магнус I — отримав корону Данії після смерті бездітного Хардекнуда згідно договору між ними. Це було оскаржене стриєчним братом Хардекнуда — Свеном Естрідсеном. Магнус призначив Свена своїм намісником в Данії, але 1043 року Свен збунтувався проти норвезького короля, за що був вигнаний Магнусом з Данії. Повернутися в Данію Свен зміг лише після смерті Магнуса в 1047 році. Наступник Магнуса на норвезькому троні Харальд III Суворий близько 20 років вів війну з Свеном, але так і не домігся перемоги. З її припиненням на 30 років встановився мир між трьома скандинавськими королівствами.

### Християнізація
Також на кінець епохи вікінгів припадає і початок широкої християнізації скандинавських народів. Перша спроба християнізації скандинавських народів була зроблена в 830-х роках Ансґаром, єпископом Бремено-гамбурзьким. У 965 році при Гаральді I Синьозубому Данія першою зі скандинавських країн офіційно прийняла християнство. Саме з прийняттям християнства в Данії пов'язані і перші історичні записи, зроблені на території Скандинавії. Остаточно християнство в Данії перемогло на початку 1080-х років при Кнуді IV Святому. У 1103 році за Еріка I було засновано перше в Скандинавії архієпископство — Лундське, і данська церква стала самостійною.
Першу невдалу спробу хрестити норвежців зробив Гокон I. Нова спроба данського короля Гаральда I Синьозубого, що правив в Норвегії в 976—986 роках, призвела лише до того, що він втратив владу над Норвегією. Перший успіх християнізації Норвегії припав на роки правління Олафа I. Ще більш рішуче впроваджував християнізацію в своїй країні Олаф II Святий. Остаточно християнство в Норвегії встановив Сігурд I Хрестоносець, який влаштував єпископство і запровадив церковну десятину.
У Швеції першим хрестився король Ерік VI Переможець. Син Еріка VI — Улоф III — не домігся успіху в хрещенні свеїв і геатів, але його справу жорсткими заходами продовжив його син Анунд III Якоб. Християнізація шведів йшла з великими труднощами. Незважаючи навіть на те, що поганський «Двір богів» в Упсалі було знищено за наказом Інге I Старшого у 1090-х роках, остаточно християнство у Швеції перемогло лише в середині XIII століття. Швеція, таким чином, виявилася останньою країною, яка прийняла християнство, не тільки в Скандинавії, але і серед усіх країн Західної Європи.

### Кальмарська унія

Територія Кальмарської унії

Донька данського короля Вальдемара IV Маргарита, яка була за норвезьким королем, звела на данський престол свого сина Олафа і фактично управляла двома державами — Данією і Норвегією. 1397 року вона одержала зі згоди шведської знаті і шведський трон. Того ж року на зборах представників трьох королівств у Шведському місті Кальмари королем трьох країн було проголошено Еріка Померанського — внучатого племінника Маргарити. Було прийнято акт про вічну унію трьох держав, на чолі яких повинен стояти один король, але в кожній державі зберігались свої закони.
У 1520—1523 роках внаслідок повстання шведів на чолі із Густавом Вазою від унії відкололися Швеція і Фінляндія. Залишки Кальмарської унії проіснували до 1536, коли Данія проголосила Норвегію своєю провінцією. Норвегія зберегла власне законодавство та деякі державні інститути, проте колишні норвезькі території — Ісландія, Гренландія, Фарерські острови — перейшли до власності данської корони. У 1611—1613 роках данський король Кристіан IV спробував відновити унію, проте війна зі Швецією, незважаючи на успіх, не сприяла досягненню цієї мети.

### Реформація
Спочатку більшість шведів негативно поставилися до проповідників ідей Мартина Лютера. Проте складна внутрішньополітична ситуація змусила короля Швеції Густава I Вазу шукати як нових союзників усередині країни, так і додаткові джерела фінансування свого правління. У 1524 році виник конфлікт між королем і папою римським Климентом VII з приводу обрання нового архієпископа. У результаті відносини з папством були перервані і більше не поновлювалися. Реформація у Швеції здійснювалася поступово. З 1525 року почалося проведення богослужінь шведською мовою, в 1526 році був виданий Новий Заповіт, а в 1541 році — вся Біблія, і король зобов'язав всі церкви купити нові книги. У 1527 році на Вестеросському риксдазі головою Церкви було оголошено короля, а майно монастирів було конфісковано на користь корони. Справами Церкви стали керувати світські особи, призначені королем. У 1536 році в Уппсалі відбувся церковний собор, на якому лютеранські церковні книги були визнані обов'язковими для всієї Швеції. Реформація була проведена і в Фінляндії, яка була тоді частиною королівства Швеції. Першим лютеранським єпископом у Фінляндії (в Або) став Мікаель Агрикола. Він склав перший буквар фінської мови і перевів на фінську Новий Заповіт і частини Старого Заповіту.
Реформація в Данії пов'язана з ім'ям Ганса Тауса, який після навчання у Віттенберзі почав проповідувати лютеранські ідеї на батьківщині. Спроба церковних ієрархів влаштувати суд над «данським Лютером» не увінчалася успіхом, оскільки йому протегував король Фредерік I. У 1530-у на церковному синоді в Копенгагені Таус захистив «символ віри» данських протестантів — «43 копенгагенські статті». Офіційно ж євангелічно-лютеранська Церква була визнана державною при сині Фредеріка I — Кристіані III, який використовував проведення Реформації в політичних цілях. У 1550 році данською мовою була видана Біблія. Особливістю Реформації в Данії було ставлення до монастирів, які не були закриті, хоча й обкладені податками. Нових послушників приймати не дозволялося. У результаті монастирі існували ще 30 років після початку церковних реформ.
Церковна реформація в Норвегії була також проведена данським королем Крістіаном III, який поширив на країну дію данської церковної ординації 1537 року, що визначала становище нової релігії у церкві. Спроба норвезького архієпископа Олава Енгельбректссона перешкодити введенню нової релігії виявилася безуспішною. Більше того, боротьба за збереження старої церкви привела до остаточної втрати Норвегією самостійності й перетворення її в «данську провінцію», про що було офіційно оголошено в Копенгагені.
Водночас в Ісландії впровадження лютеранства зустріло опір. Останнього католицького єпископа Ісландії Йона Арасона було страчено 1550 року разом із двома його синами. Згодом країна стала повністю лютеранською, й відтоді лютеранство залишається релігією більшості ісландців.

### Тридцятирічна війна

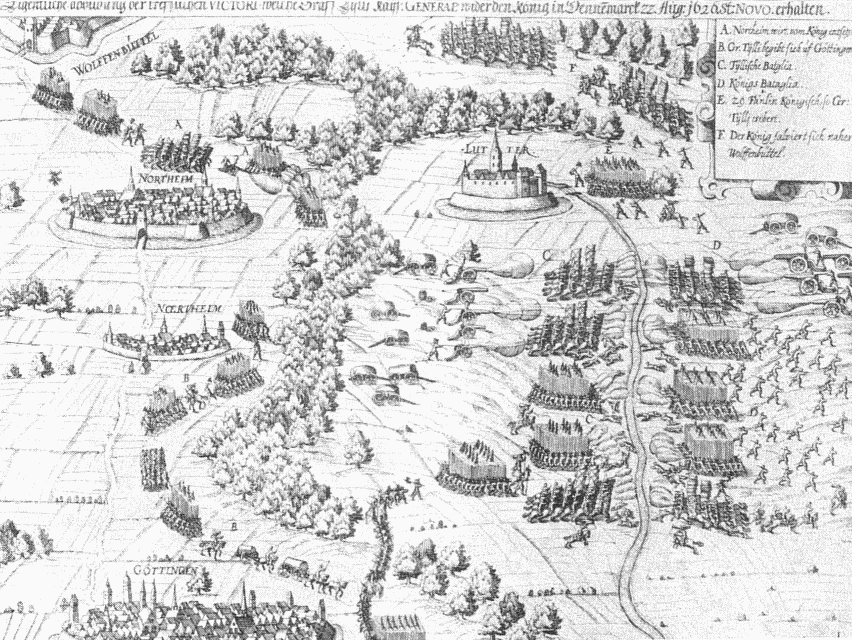
Битва під Люттером

На початку війни, яка мала релігійну причину — протистояння в Німеччині між протестантами і католиками, Данія виступала як один з провідних союзників Євангельської унії. Останній протистояла Католицька ліга. Один з періодів Тридцятирічної війни отримав назву «Данського» (з 1625 до 1629 року). Король останньої — Кристіан IV — не зміг створити потужну військову коаліцію, оскільки його союзників відволікали війни всередині країни (Франція) або з іншими сусідами. Тому данському королю довелося розраховувати на північнонімецьких правителів. В 1626 році імперський полководець Альбрехт фон Валленштайн завдав поразки Ернсту Мансфельду, що керував німцями, при Дессау, а інший імператорський фельдмаршал Іоган Тіллі переміг Кристіана IV в битві при Люттері. Армія Валленштейна окуповувала Мекленбург і Померанію. Імперські війська закріпились на півдні Балтики. Проте, не маючи флоту Валленштайн не міг захопити столицю Данії — Копенгаген. Валленштайн організував облогу Штральзунда, єдиного данського великого порту з військовими верфями, але і тут зазнав невдачі. 1629 році в Любеку було підписано мирний договір. Відповідно до нього Данія зберегла свої території, але пообіцяла не втручатись у справи імперії.
Цією ситуацією вирішив скористатися король Швеції Густав II Адольф, який отримав значні французькі субсидії. 1630 року король Швеції висадився в гирлі Одеру, почавши так званий «Шведський період». Він примусив поморського герцога Богуслава XIV до укладення союзу. Проте спочатку протестантські князі скептично поставились до можливості колаборації зі шведами. Курфюрсти Бранденбурга і Саксонії намагались триматися подалі від Густава. В січні 1631 року Густав Адольф уклав договір з кардиналом Рішельє: французи мали надати шведам фінансову і військову допомогу, останні в свою чергу, повинні були дотримуватись нейтралітету з Католицькою Лігою. Франція намагалась підтримувати союзницькі відносини з Баварією і боротися тільки проти Габсбургів.

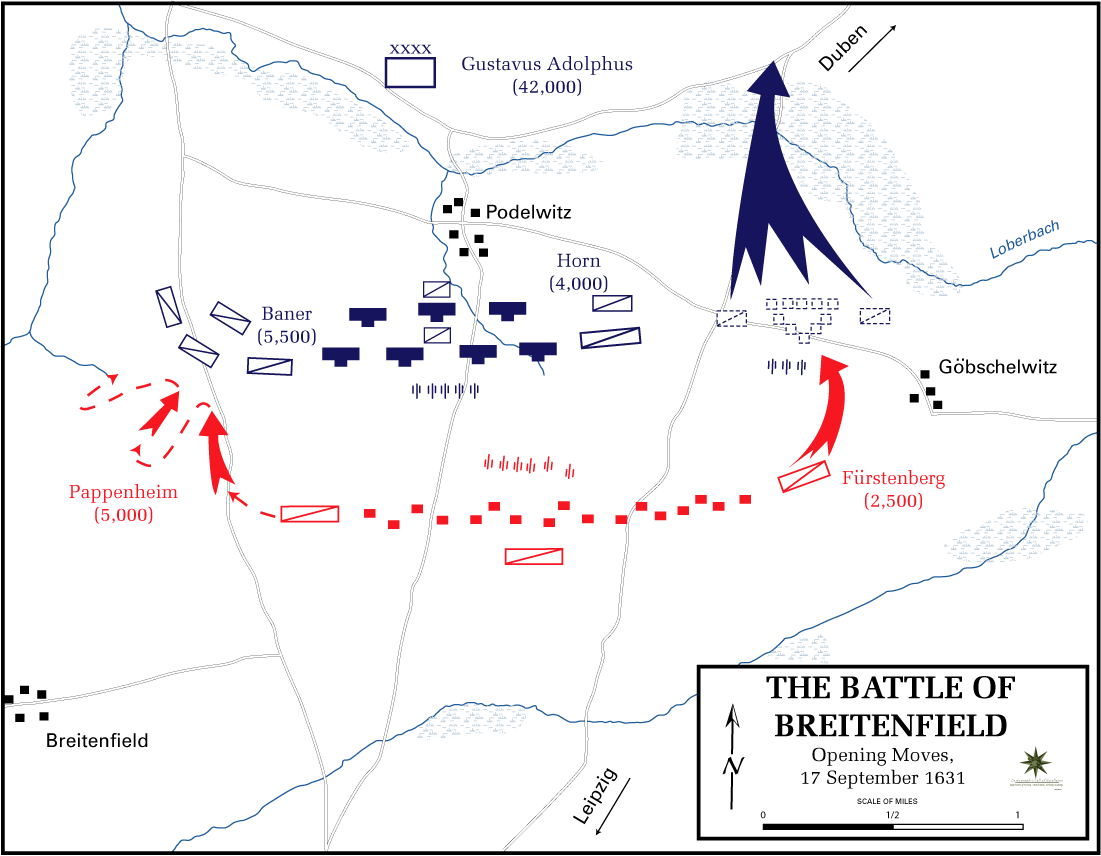
Битва під Брейтенфельдом 1631 року

Коли Густав Адольф вступив до Мекленбурга, протестантські князі зібрались на з'їзд у Лейпцигу і заявили, що будуть вірні імператору. Лише різня в Магдебурзі, яку вчинили війська імператора в травні 1631 р. спровокувала перехід на бік шведів курфюрста Брандебурга й померанських князів. У вересні 1631 року після зайняття Лейпцига військами імператора, на союз зі шведами погодився курфюрст Саксонський. У битві при Брейтенфельді 1631 року Густав Адольф завдав поразки Католицькій Лізі під командуванням Тіллі. 1632 року Валленштайн і Густав Адольф зійшлися в запеклій битві під Лютценом, де шведи насилу перемогли, але король загинув.
У березні 1633 року Швеція і німецькі протестантські князівства утворили Гейльбронську лігу. Вся повнота військової і політичної влади в Німеччині перейшла до виборної ради на чолі зі шведським канцлером Акселем Оксеншерною. У 1634 році шведи й саксонці зазнали серйозної поразки в битві при Нердлінгені. В результаті на допомогу Швеції виступила Франція. Ці дві країни діяли спільно до підписання Вестфальського миру. За умовами мирних договорів лише Швеція отримала нові землі, перетворившись на одну з потужніших держав не лише Скандинавії, а й Європи. Шведська корона отримала острів Рюген, Західну Померанію і герцогство Бремен.

### Шведська імперія
,

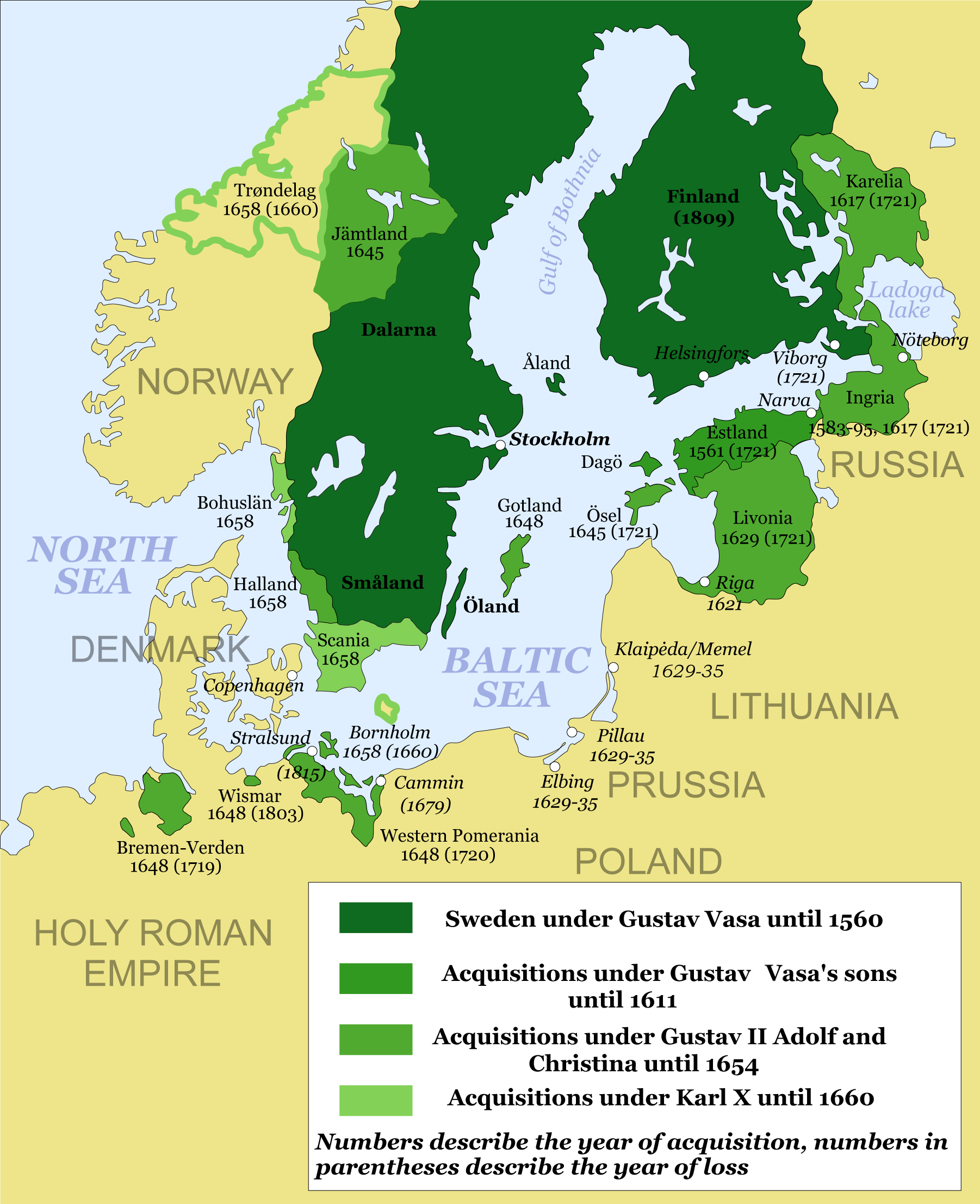
Шведська імперія

Початок розширенню володінь було покладено королем Еріком XIV, коли він 1561 року втрутився у Лівонську війну проти Московського царства. Завдяки успішним військовим та дипломатичним діям за результатами цієї війни у 1583 році Швеція приєднала до своїх володінь Естляндське герцогство. У 1592—1599 роках існувала особиста польсько-шведська унія. Завдяки цьому представник шведської династії Ваза — Сигізмунд — зумів об'єднати під своєю владою Швецію, Фінляндію та Річ Посполиту. Але внаслідок релігійного конфлікту Швеція і Фінляндія 1599 року відокремилися. З 1600 року між Швецією та Річчю Посполитою тривали запеклі війни за Балкиту, що завершилися 1629 року, захопленням Швецією південної Лівонії та північної Ліфляндії з містом Ригою.
Успішні дії під час Тридцятирічної війни дозволило Швеції розширити володіння у Північній Німеччині. Водночас з 1630-х років створюються колонії — Нова Швеція, Шведський Золотий берег. Втім спроба у 1655 році приєднати Річ Посполиту наштовхнулося на протидію численних ворогів, насамперед Данії та Московського царства. Поразка в цих війнах призвела 1660 року до укладання Олівського і Копенгагенського договорів, за якими Швеція відмовилася від панування в Речі Посполитій, скасовувалася шведська монополія в Балтиці, Данія повернула Тронгейм і Борнгольм. Проте Швеція залишилася найпотужнішою державою північної Європи.

## Новий час

### Велика північна війна

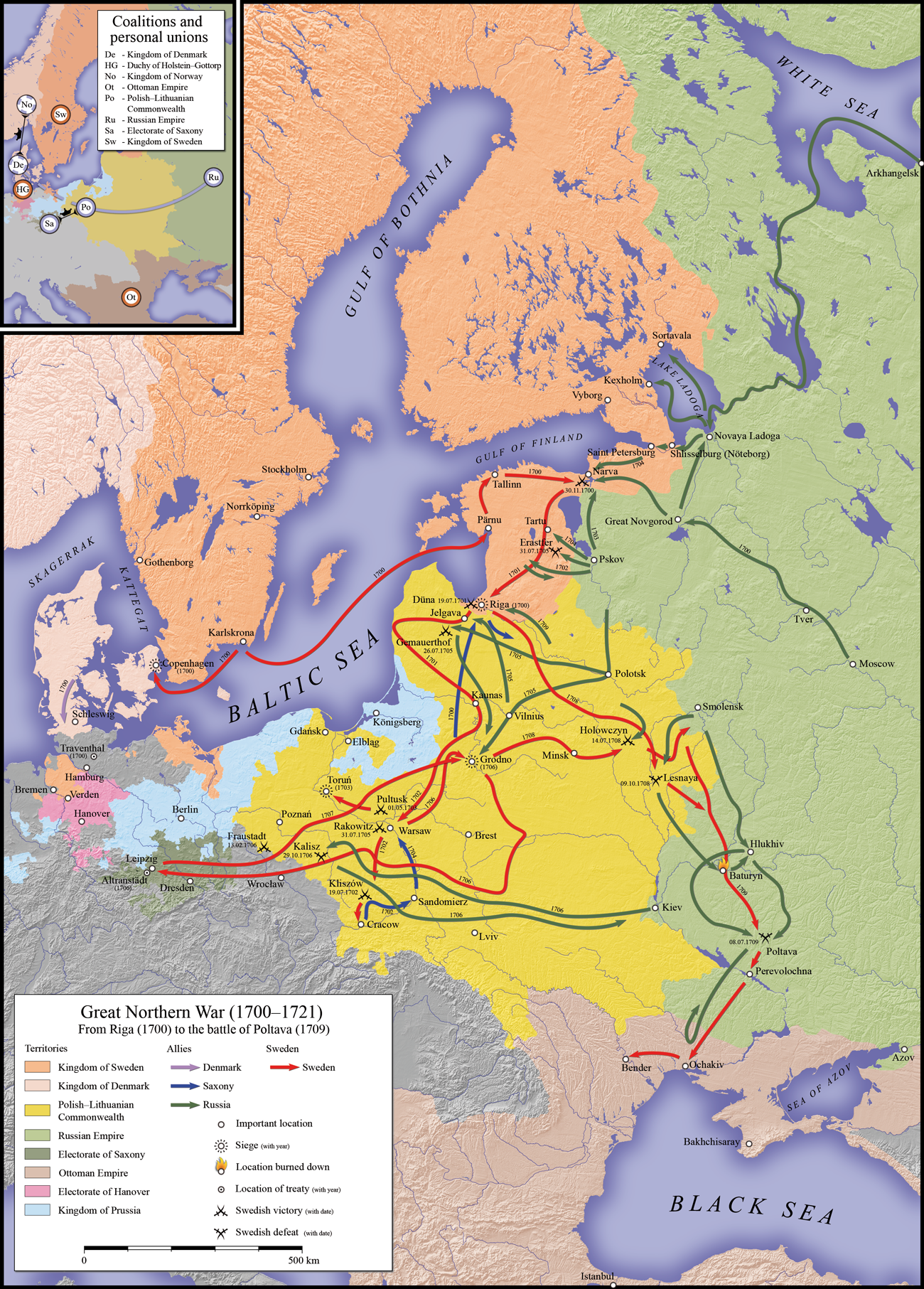
Військові кампанії 1700—1709 років

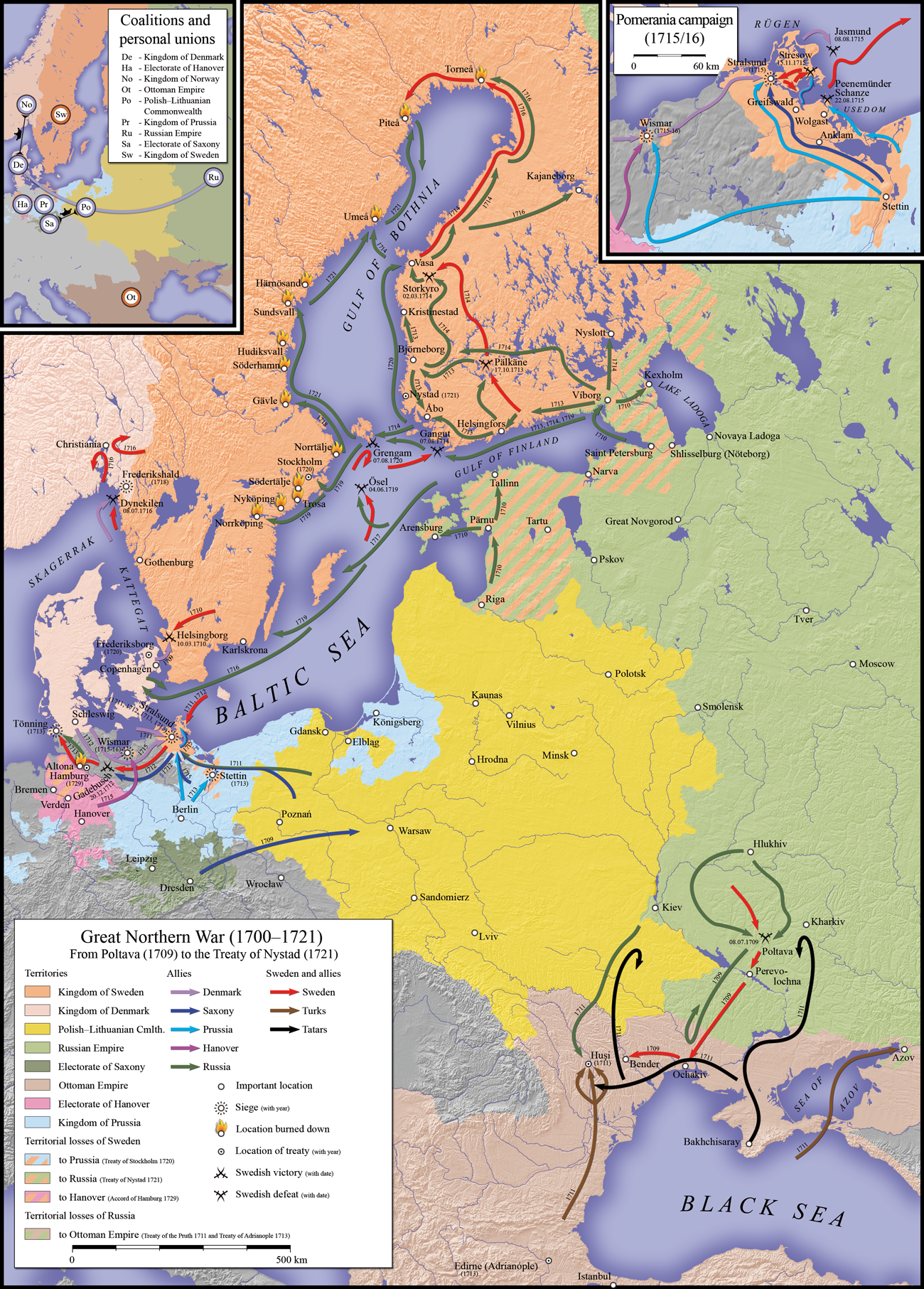
Військові кампанії 1709—1721 років

Тривале домінування Швеції в Балтиці та амбіції Данії, Бранденбургу, Речі Посполитої й Московського царства призвели до нової війни. Швеція фактично вимушена була протистояти наодинці своїм ворогам.
Війна тривала з 1700 до 1721 року. В перший період (до 1709 року) бойові дії відбувалися в східній Балтиці, Литві, Польщі та Україні (уся тодішня Річ Посполита). Данія в цей час швидко зазнала поразки й капітулювала. Перелам відбувся після поразки шведів у битві під Полтавою 1709 року. З цього часу військові дії переносяться до Фінляндії, південної Балтики та південної Норвегії. Також відбуваються бойові дії на морі. Було здійснено декілька спроб атакувати Швецію в центрі та на півдні. Поразку Швеції було зафіксовано Ніштадтським мирним договором.
В результаті обидві Скандинавські країни вийшли з війни послабленими: Швеція втратила частину Фінляндії, Естляндію і Ліфляндію, частку Померанії, герцогства Бремен і Ферден. Данія не спромоглася розширити свої володіння. Найбільший зиск отримали Ганновер, що тоді перебував в унії з Великою Британією (отримав Бремен і Ферден), Бранденбург-Пруссія (отримав гирло Одеру з портом Штеттин), Російська імперія (отримала Естляндію, Ліфляндію, Іжорію, Карелію). Остання перетворюється на важливий фактор на Балтиці. Швеція і Данія поступово відступають на задній план. З цього часу Скандинавські держави все більше починають відчувати тиск Росії.

### Колоніальні імперії
, 
З 1536 року Гренландія офіційно була приєднана до Данії. Втім тривалий час влада тут залишалася номінальною. У 1721 році лютеранський міністр Еґеде Ганс отримав дозвіл від короля Фредеріка IV на пошук норвезьких колоній, які могли залишитися в Ґренландії, та поширювати Реформацію серед її мешканців, які до сих пір залишались католиками, або зовсім відійшли від християнства. Заснувавши поселення Нуук, у 1724 Еґеде христив там дітей. У 1730 році новий король Данії Крістіан VI відкликав усіх європейців з Ґренландії, але Ганс Еґеде з дружиною Гертрудою залишились, щоб продовжувати розвиток колонізації та торгівлі. Через 15 років перебування в Ґренландії після смерті дружини, він залишив відповідальним за місію свого сина Пауля Еґеде, а сам повернувся в Данію. У 1733 році німецькі місіонери з Хернхута, послідовники реформатора Людвіга Цінцендорфа, отримали дозвіл заснувати в Ґренландії своє поселення — Новий Хернхут — на південь від Нуука. У 1774 році в Данії була створена Королівська торгова гренландська компанія, яка отримала монопольне право на торгівлю з ескімосами.
Данія заснувала свої колонії на острові Сент-Томас в 1672 році і в 1683 році на острові Сент-Джон (хоча контроль над цими колоніями оскаржувався Британією до 1718 року), і купили у Франції острів Санта-Крус. Впродовж XVIII століття Віргінські острови в Карибському морі розділяли на дві територіальні одиниці: одна належала англійцям, інша — данцям та норвежцям. Дансько-норвезькі острови знаходились в підпорядкуванні Данської Вест-Індійської і Гвінейської компанії до 1755 року, доки їх не купив король. Цукрова тростина, яку вирощували негри-раби на плантаціях, була основою економіки островів у XVIII і на початку XIX ст. між данцями, які купували африканських рабів та з допомогою їхньої праці виготовляли цукор, який транспортували в Данію.
1616 року було засновано Данську Ост-Індійську компанію. У 1620 року данська корона отримала опорний пункт в Індії — Транкебар, який пізніше став центром торговельної активності компанії. Серед інших операцій компанія здійснювала імпорт чаю, 90 % якого вивозилося контрабандою до Англії. У зв'язку з поганими економічними показниками компанія в 1650 року була ліквідована, однак у 1670 року відновлена знову. До 1729 року данська Ост-Індійська компанія прийшла в занепад і була ліквідована остаточно.
Шведська колонізація Америки розпочалась у XVII ст. в Північній Америці на річці Делавер, на території сучасних штатів Делавер, Нью-Джерсі, Пенсильванія і Меріленд; також до шведських колоній відносяться два володіння в Карибському морі, якими Швеція володіла з 1638 до 1655 року, коли їх було захоплено голландцями.
У 1731 році було створено Шведську Ост-Індійську компанію. Шведи намагалися створити факторії в Бенгалії та на о. Цейлон, але без значного успіху. За час дії першого привілею було здійснено 25 експедицій, з яких лише три були в Бенгалію, всі ж інші мали кінцевою метою Китай. Не зважаючи на втрату чотирьох суден, у цілому експедиції принесли значний дохід, що в середньому на 42 % перевищував вкладені в них кошти. Головною невдачею була протидія Великої Британії та Нідерландів. У 1746 року був наданий другий привілей, термін дії якого закінчувався лише через 20 років. Особливо вдалим виявився третій привілей (1766—1786 рр.). Під час 39 відряджених експедицій не було втрачено жодного судна. Перемир'я між морськими державами, що встановилося під час Війни за незалежність США (1775—1783 рр.), створило надзвичайно сприятливу кон'юнктуру для торгівлі нейтральних держав.
У 1787 році Швеція купила у Франції антильський острів Сан-Бартелемі. Він діяв як порто-франко (вільний порт). На острові була створена Шведська Вест-Індійська компанія, яка займалася також ввезенням рабів та проіснувала до 1805 року. У 1846 році на острові відмінили рабство. Впродовж шведського правління на острів прибували іммігранти з країн Північної Європи, а також Бретані. Адміністративний центр Густавія, названий на честь шведського короля, носить цю назву досі. У 1878 році його було продано Франції. Острів Гваделупа у 1813—1814 роках була окупована шведами під час Наполеонівських воєн, але згодом її повернули Франції.

### Наполеонівські війни

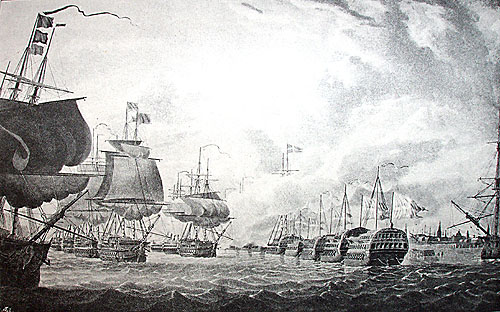
Битва під Копенгагеном 1801 року

Під час війн Великих держав проти Французької республіки, на меті яких було відновлення влади бурбонів, держави Скандинавії займали нейтральну позицію. При цьому висловлювалася лише моральна підтримка. З встановлення влади Наполеона Бонапарта, розширенням бойових дій на Німеччину, така стратегія перестала відповідати ситуації. Кожна зі сторін намагалася залити Швецію і Данію на свій бік. Данія в унії з Норвегією намагалася чинити спротив тиску Великої Британії, яка вимагала передати данський флот під командування британцям. Це призвело до нападів британського флоту на дансько-норвезький флот біля Копенгагену в 1801 і нападу на данську столицю в 1807 роках. В результаті Данія вступила у війну проти Великої Британії на боці Франції, яка на той час стала імперією. Цим намагалася скористатися Швеція, яка спробувала в союзі з Великою Британією захопити Норвегію, але невдало. Данія воювала проти Великої Британії до 1814 року.

Шведсько-російська війна 1808—1809 років

У свою чергу 1805 року Швеція приєдналася до Третьої антифранцузької коаліції, але не брала участь у значних військових діях, що припинилися того ж року У 1806 році стає членом четвертої антифранцузької коаліції. Поразки Пруссії і Росії змусили Швецію відмовитися від активної участі. 1807 року за підсумками тільзітського мирного договору Швеція стає союзником Франції. Це дало привід Російській імперії напасти на королівство у 1808 році. За підсумками війни у 1809 році Швеція втратила Фінляндію, що спричинило заколот проти короля Густава IV Адольфа, якого було повалено. Імператор Наполеон I сприяв оголошенню маршала Жана Бернадотта спадкоємцем шведського трону, розраховуючи на допомогу того у боротьбі проти Великої Британії та Росії. Втім у війні проти останньої 1812 року Швеція зберегла нейтралітет, а у 1813 році увійшла до Шостої антифранцузької коаліції. Бойові дії тривали переважно проти Данії, яка вимушена була 1814 року укласти Кільський договір, за яким поступалася Норвегією. Водночас було укладено дансько-британський договір, за яким Велика Британія отримала о.Гельголанд.

### Унія Швеції і Норвегії

Унія Швеції і Норвегії

Втім у Норвегії не бажали підпорядковуватися Швеції, оскільки мали тривалі економічні та культурні зв'язки з Данією. Тому 1814 року данського намісника Кристіана Федеріка було оголошено незалежним королем Норвегії, прийнято ліберальну конституцію. Це спричинило шведсько-норвезьку війну, в якій Норвегія зазнала поразки й була приєднана на основі унії до Швеції.
Коли шведи, прагнучи об'єднати дві країни в одне ціле, намагалися різними шляхами зміцнити зв'язки між ними, їхні зусилля постійно наштовхувалися на запеклий опір. Норвежці рішуче відкидали все, що могло порушити їхню національну автономію, гарантовану договорами про унію. Спільний король був тією ланкою, що зв'язувала Норвегію зі Швецією. Тому кожна спроба зміцнити королівську владу означала також зміцнення унії. Становище короля та його повноваження в Норвегії були тим питанням, навколо якого в 1820-х спалахувало найбільше конфліктів, пов'язаних з унією.
Згідно з Ейдсволльською конституцію, норвезький парламент (стортинг) мав більше повноважень, ніж будь-який інший, за винятком парламентів Великої Британії та США. Стортинг міг пропонувати й запроваджувати нові закони, незважаючи навіть на королівське вето.
Так, у 1821 всупереч волі Карла XIV Югана стортинг скасував аристократію в Норвегії й не відступився від своєї ухвали й тоді, коли король намагався накласти абсолютне вето, погрожуючи вдатися до військової сили. Опір був таким одностайним, що король мусив відступити. У 1839 і 1844 роках спроби змінити умови унії наштовхнулися на спротив стортингу. З 1855 року запроваджено порядок, що намісником Норвегії був спадкоємець трону з титулом віце-король Норвегії. Усі спроби королів Швеції зміцнити зв'язки між двома країнами виявилися марними. У 1872 році Норвегія перейшла до цілковитого парламентського управління, 1884 року здобула цілковиту внутрішню автономію.
Але у 1895 році норвезький уряд і стортинґ під загрозою військового втручання змушені були погодитися на переговори зі Швецією про перегляд унії в цілому. Втім 1898 року переговори були перервані, а норвежці все більше демонстрували свою незалежність. У 1905 році, скориставшись урядовою кризою в Норвегії, стортинг оголосив про розірвання унії зі Швецією. Але шведський риксдаг відмовився визнати цю односторонню і, на його думку, незаконну постанову стортинґу, вимагаючи провести переговори про скасування унії на законній основі й висуваючи у зв'язку з цим низку умов, зокрема, норвежці мали залишити й знищити свої фортеці, збудовані вздовж шведського кордону. На конференції, що відбулася в Карлстаді (Швеція) у вересні 1905 року, після дуже гострих дискусій і мобілізації військових сил обох країн було досягнуто спільної згоди про скасування унії.

### Скандинавізм

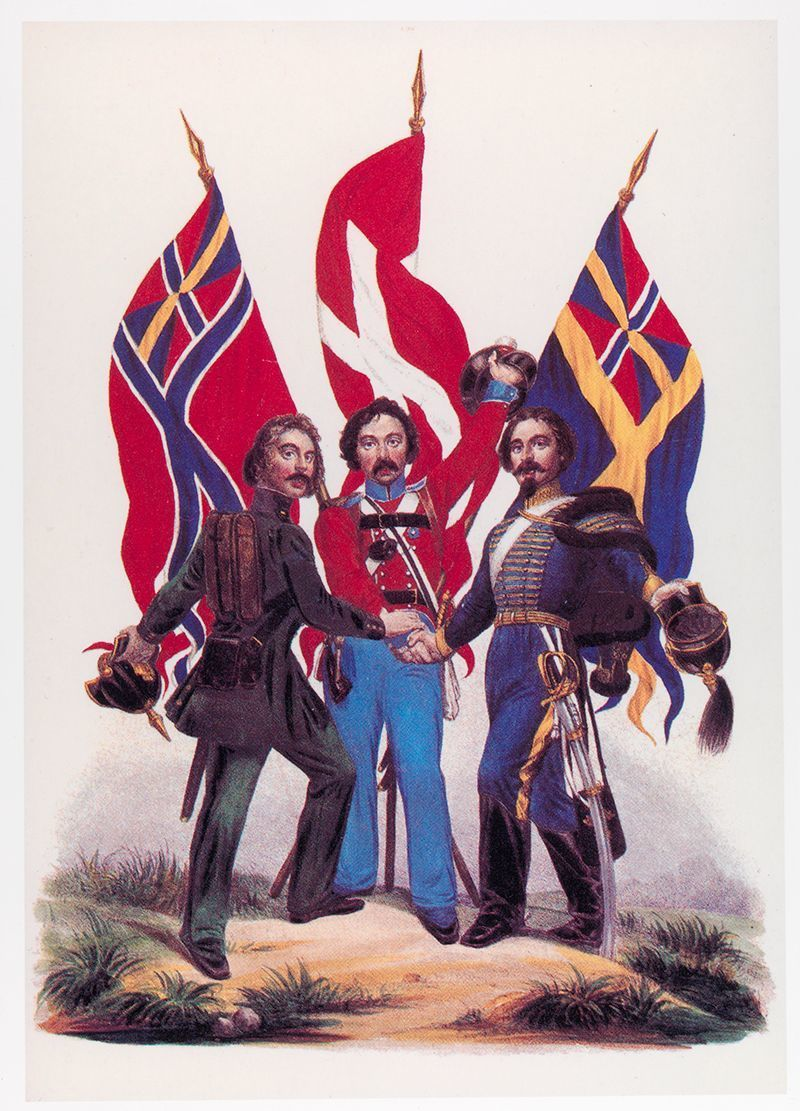
Плакат XIX століття з норвезьким, данським і шведським солдатами, що тиснуть руки

У XIX столітті в країнах виникли політичні і громадські сили, орієнтовані на політичне, економічне і культурне зближення всіх скандинавських країн. Ці інтеграційні ідеї отримали узагальнене найменування «скандинавізма» або «панскандинавізм». Його натхненником був Шведський король Карл XV. Це також літературний, лінгвістичний і культурний рух, спрямований на поширення ідеї спільних минулого, культурної спадщини, скандинавської міфології, одного мовного кореня — давньоскандинавської мови. Він викликав створення спільних періодичних видань і спільнот для підтримки скандинавської літератури і скандинавських мов.

### Індустріалізація
З середини 1860-х років Скандинавія активно індустріалізується. Розвиток цього процесу припадає на 1870—1910-ті роки. За цей час Скандинавія з переважно аграрної стала аграрно-промисловою. У найбільшу галузь фабричної промисловості виросла лісова і деревообробна. Фабрики з паровими двигунами будувалися в гирлах сплавних річок, особливо в Північній Швеції. До кінця XIX ст. пиломатеріали, сірники та інше залишалися головним видом продукції цієї галузі Скандинавії, яка працювала майже виключно на експорт. З 1870-х років почалося велике виробництво механічної деревної маси, а з 1880-х років — хімічної целюлози для виготовлення паперу. Найважливішу роль зіграли тут винаходи шведських інженерів А. Мюнцінга і Карла Екмана.
У всіх скандинавських країнах, насамперед в Данії, склалася велика харчова промисловість, зайнята переробкою сільськогосподарської сировини. Швидкими темпами споруджувалися механізовані данські пивоварні заводи, норвезькі рибоконсервні і жирові, шведські і данські рафінадні, винокурні, молочні і маргаринові підприємства у всіх трьох країнах. У Данії виникло також виробництво кормів (макухи) і штучних добрив.
З 1870-х років на місці колишніх універсальних майстерень стали створюватися великі машинобудівні підприємства, вдовольняючи попит в парових машинах, локомотивах, вагонах, сільськогосподарських машинах, заводському обладнанні. З 1890-х років почалося налагодження виробництва парових турбін, сепараторів, динамомашин, телеграфно-телефонного обладнання.

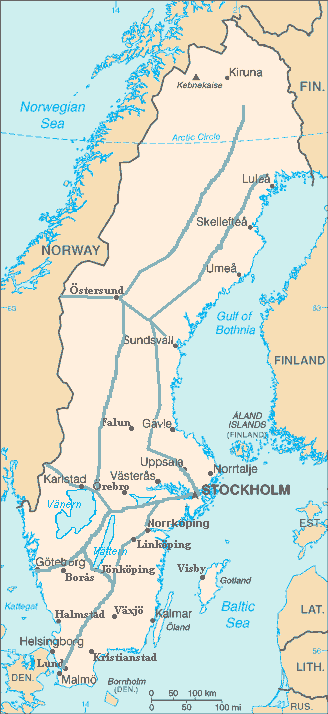
Залізниці Швеції

Швеція і Норвегія в числі перших організували дальню передачу електроенергії, і, її промислове, транспортне, побутове використання. 1885 року почалося будівництво першої промислової (теплової) електростанції в Норвегії. У 1894 році була завершена шведська меридіональна залізниця, що поєднала північ і південь країни. У 1902 році вона з'єдналася з незамерзаючим портом Північної Норвегії — Нарвіком. Довжина скандинавських залізниць вимірювалася до 1900 року вже в тисячах кілометрів. Багаторазово зріс тоннаж пароплавів. Норвезький торговий флот став третім у світі за тоннажем і обслуговував переважно міжнародні перевезення.
Зростання м'ясо-молочної продукції стало можливим завдяки збільшенню й механізації частини виробничого процесу, а саме, шляхом створення кооперативних виробництв. Перша маслоробка з механічною центрифугою була заснована в Данії в 1882 р. (в 1900 році їх було 678), у Швеції і Норвегії це сталося трохи пізніше. Поліпшення і збільшення сільськогосподарського виробництва досягалося також розширенням культурної площі, впровадженням правильних сівозмін і штучних добрив, збільшенням частки штучних лугів і коренеплодів, поліпшенням посівних матеріалів і порід худоби, пропагандою агрономічних знань і організацією навчання. Водночас почалося широке застосування парових молотарок та інших машин.
У кінці XIX ст. вже помітний процес концентрації виробництва. Так, наприклад, сильно скоротилося число доменних печей і виросла їхня потужність. Завдяки акціонерним товариствам швидкими темпами відбувалася централізація капіталу. Найбільші промислові та інші компанії Скандинавії на початку XX ст. вже мали європейську відомість — «Бурмейстер ог Вайн» — суднобудівельна і машинобудівна фірма, «Сторе Нордіск телеграфсельскаб» (обидва з Данії); «Буфорс» — металургійна компанія, «Гренгесберr» — рудодобування і залізниці (обидва зі Швеції); «Боррегор» — виробництво целюлози (Норвегія).
У результаті індустріалізації у багато разів зросли обороти зовнішньої торгівлі Скандинавських країн. Нарівні з традиційним основним партнером — Великою Британією — тепер просунулася за експортом Німецька імперія, зайнявши у Шведському і данському імпорті перше місце.

### Грошовий союз
Одним із проявів панскандинавізму стало утворення в 1873 році Скандинавського монетного союзу (за прикладом Латинського монетного союзу), куди увійшли королівства Данії (з Ісландією) і Швеція. Норвегія, яка була в унії з Швецією, але з повною внутрішньою автономією, вступила до союзу через два роки, в 1875, прив'язавши свою валюту до золота на тому ж рівні, що й Данія та Швеція. Скандинавський монетний союз припинив свою дію з початком Першої світової війни. 2 серпня 1914 року Швеція припинила обмінювати крони на золото за фіксованим курсом що поклало кінець взаємозамінності трьох валют.

## Новітній час

### Перша світова війна
Усі три скандинавські країни залишалися нейтральними протягом Першої світової війни. Спочатку деякі складнощі для торгівлі становила блокада Великою Британією узбережжя Німецької імперії. Проте це вдалося вирішити окремими торговельними угодами з британським урядом. Великий торговий морський флот Норвегії доставляв життєво важливі запаси до Великої Британії, але зазнав величезних втрат через атаки німецького підводного флоту. В свою чергу Швеція заробляла на постачанні товарів до Німеччини. Данія користувалася вигідним географічним становищем для спрямування товарів до Великої Британії та Німеччини. Втім до кінця війни Данія вимушена була відмовитися від такої політики, а у Швеції блокада узбережжя Великою Британією призвела до політичної кризи. Разом з тим у Норвегії, Данії та Швеції відбувається посилення парламентаризму, обмеження прав монархії.

### Міжвоєнний період
Фінляндія внаслідок повалення монархії в Росії зуміла здобути незалежність. Коли невдовзі у Фінляндії спалахнула громадянська війна між прихильниками соціалістичної революції й «білими», завдяки підтримці Швеції Карлу Маннергейму вдалося здолати перших, захистивши незалежність країни. По завершенні громадянської війни у Фінляндії постало питання про Аландські острови. На організованому референдумі 95 % мешканців островів, що загалом були шведськомовні, висловилися за приєднання до Швеції. Оскільки Фінляндія заперечувала таке рішення, питання передано до Ліги націй, яка ухвалила, що Аландські острови належатимуть Фінляндії, але вона мала надати їм політичну автономію і зобов'язатися не зводити на островах фортифікацій чи використовувати їх як військові бази. Ухвала Ліги націй викликала незадоволення у Швеції й на якийсь час затьмарила загалом дуже теплі стосунки між двома країнами.
Поразка Німеччини 1918 року активізувала вимоги подальшої демократизації по свій Скандинавії. Данія стала єдиною Скандинавською країною, що отримала території від Німеччини — північний Шлезвіг та частину центрального Шлезвігу. 1918 року було створено королівство Ісландія в унії з Данією. У 1920 році король Кристіан X намагався приєднати весь центральний Шлезвіг, втім уряд виступив проти. Все це викликало спротив парламенту, де більшість мали соціалістичні партії. Вони стали виступати за повалення монархії й проголошення республіки. У підсумку король змушений був відступити.
У внутрішній політиці Данія стикнулася з економічними труднощами, особливо під час Великої депресії. Також суттєво постраждала Ісландія, де експорт скоротився з 74 млн крон в 1929 році до 48 млн крон в 1932 році. Ще більше загострило кризу громадянська війна в Іспанії, внаслідок чого експорт до цієї країни оселедця впав до мінімуму.
У 1918—1921 роках за підтримки уряду й провідних промисловців було переглянуто конституцію Швеції. Найголовнішими нововведеннями були право голосу для жінок і загальне рівне виборче право також на муніципальних виборах, що означало більшу демократизацію і в Першій палаті. Відтоді Швеція стала державою з демократичним управлінням у всіх царинах життя. Двома найголовнішими чинниками, що визначали зовнішню політику Швеції в міжвоєнний період, були намагання Радянського Союзу посилити свій вплив на Балтиці й загроза на півдні з боку Німеччини. У 1920-ті роки Росія та Німеччина, що програли в Першій світовій війні, були дуже послаблені. У Швеції, яка запанувала на Балтиці, здавалося, не існувало політичних проблем, пов'язаних з її безпекою. Тож 1925 року було прийнято закон про оборону, що різко скорочував Шведські збройні сили. Швеція також вступила до створеної 1920 року Ліги націй.
Швецію істотно зачепила велика депресія, втім завдяки рішучим діям партії соціал-демократів, що у 1932 році сформували уряд, Швеція стала однією з перших країн Європи, що вийшла з депресії. У 1938 році її було названо країною з найвищим у світі рівнем життя.
Посилення Німеччини з приходом до влади А.Гітлера у 1933 році, аншлюс Австрії, захоплення Чехії, Мемельської області протягом 1938—1939 років викликало занепокоєння Швеції, яка спробувала налагодити зв'язок зі своїми північними сусідами. Проте і Данія, і Норвегія відповіли відмовою на пропозицію про оборонне співробітництво, з якою звернувся до них у квітні 1938 року міністр закордонних справ Швеції Рікард Сандлер. Тільки Фінляндія пішла на переговори, головним чином щодо спільного захисту Аландських островів. Однак у травні 1939 року Радянський Союз наклав вето на цей проєкт (так званий Стокгольмський план). Водночас Швеція наголосила на своєму нейтралітеті, відмовившись від пропозиції Гітлера щодо укладення пакту про ненапад.

### Друга світова війна
Дипломатія короля не допомогла захистити Данію від Німеччини на чолі з Адольфом Гітлером. У 1940 році останній віддав наказ атакувати Данію. Кристіан X надав наказ не чинити спротив — війна тривала 1 день. Остаточно Данію було визволено у 1945 році. В цей час 1944 році Ісландію було зайнято союзниками антигітлерівської коаліції. Того ж року її проголошено незалежною республікою.

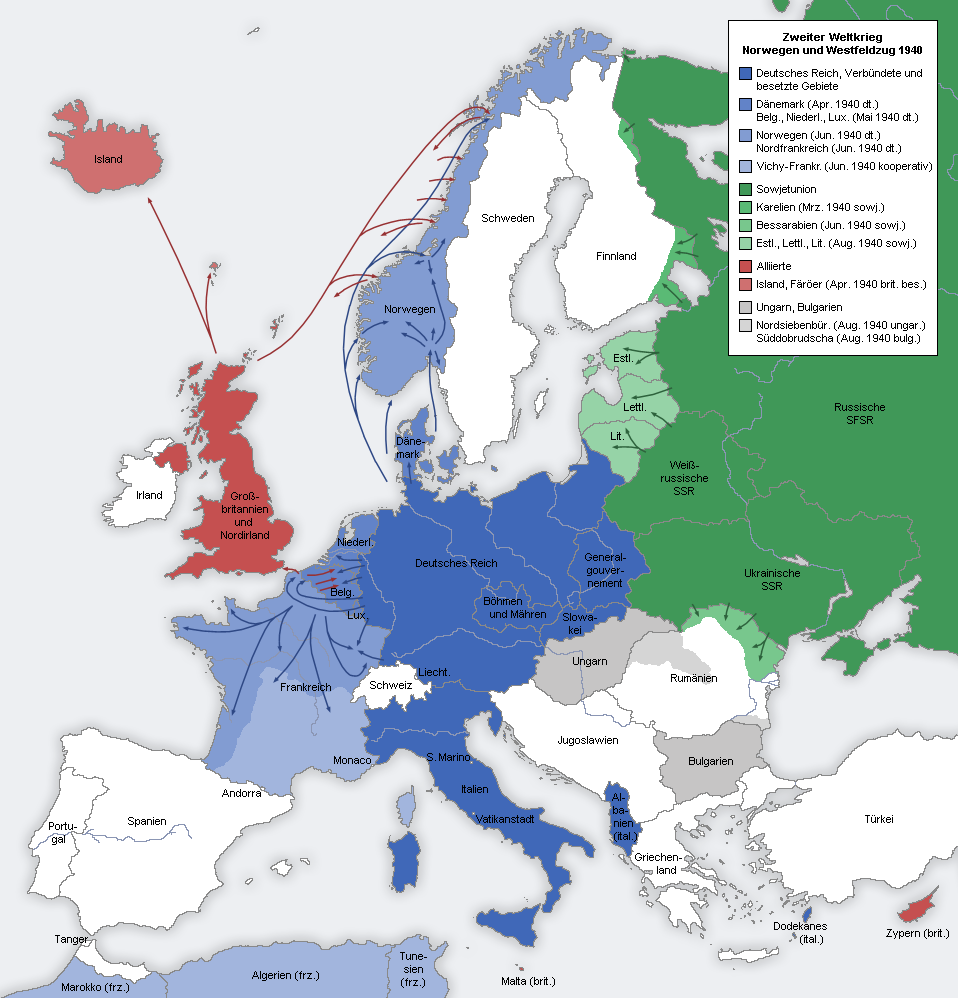
окупація Данії і Норвегії в 1940 році

Узимку 1940 року в Лондоні та Парижі серйозно обговорювали можливість висадки союзного експедиційного корпусу в Норвегії, який повинен був через Швецію прийти на допомогу Фінляндії. Завершення війни між СРСР і Фінляндією не скасувало цих планів. Британський уряд розраховував використати норвезькі порти для боротьби проти Німеччини. Остання також планувала зайняти норвезькі порти. Вторгнення до Норвегії відбулося вночі проти 9 квітня 1940 року. Німеччина вторглася до Норвегії на тій підставі, що Норвегія потребувала захисту від військової агресії Великої Британії та Франції. Після закінчення бойових дій у 1940 році був створений райхскомісаріат Норвегія, який очолив Йозеф Тербовен. Для управління економікою Норвегії був створений штаб військової економіки. Більшість норвежців виступила проти окупації. Опір значною мірою підтримувався діяльністю уряду у вигнанні, який перебував у Лондоні і який регулярно поширював підпільну пресу норвезькою мовою, а також координував диверсійні рейди проти гітлерівських окупантів.
Протягом останніх двох років війни норвезький уряд у вигнанні домігся дозволу та співробітництва з боку Швеції у створенні військових формувань на території Швеції (так званих «поліцейських військ»), що набирали із норвезьких біженців. Термін «поліція» є умовним через те, що насправді це були чисто військові формування. Їхня загальна чисельність становила 12 000 чоловік. Деякі частини цієї «поліції» були зайняті у визволенні Фіннмарка взимку 1944—1945 років. Інші брали участь у визволенні решти Норвегії після капітуляції Німеччини в травні 1945 року.
Коли у вересні 1939 року почалася Друга світова війна, Швеція разом з іншими північними країнами оголосила себе нейтральною. При цьому симпатії самого короля Густава V та його родини були на боці нацистської Німеччини. У війні між Радянським Союзом і Фінляндією Швеція оголосила себе «стороною, що не воює». Однак шведська громадська думка була цілком на боці фінів і під гаслом «Справа Фінляндії — наша справа» вимагала якнайбільшої підтримки Фінляндії, за винятком відкритого воєнного втручання. Було створено добровольчий корпус. Та ще важливішою була велика матеріальна підтримка Фінляндії, рахуючи зброю та боєприпаси, літаки й транспортні засоби. З іншого боку, боячись бути вплутаною в конфлікт між великими державами, Швеція не дала союзникам Фінляндії дозволу перекинути свої війська через шведську територію. Коли Фінляндія, незважаючи на затятий і небезуспішний опір, мусила відступити, Швеція викликалася бути посередником, і в березні 1940 року в Москві був підписаний мирний договір.
Під час війни Швеція зробила дуже багато в гуманітарній царині. Так, у Гетеборзі кілька разів відбувався обмін полоненими. Швеція також надала притулок багатьом біженцям, насамперед із балтійських країн, а також із Норвегії та Данії. Важливою подією було надання притулку близько 75 000 данських євреїв, які у вересні 1943 року втекли до Швеції, рятуючись від депортації до Німеччини.

### Післявоєнний час
Після війни всі скандинавські країни погодилися, що потрібна певна форма політики взаємної оборони. Вони почали обговорювати скандинавський оборонний союз. Запропонований союз обговорювався спільним скандинавським комітетом взимку 1948—1949 року. Проте цьому завадило напруженість між США і СРСР, яке призвело до створення в подальшому НАТО і Організації Варшавського договору. 1949 році Норвегія і Данія стали членами НАТО. У 1952 році засновано Північну Раду, куди увійшли Швеція, Норвегія, Данія, Ісландія і Фінляндія. Того ж року утворено Північний Паспортний Союз.
Разом з тим в країнах Скандинавії розвивалася демократія. 1954 року у Швеції створено конституційну комісію на чолі з Рікардом Сандлером, яка завершила свою працю 1963 року. Після широкого обговорення доробку цієї комісії було створено нові комісії, й 1969 року проєкт Акту про риксдаг було подано на розгляд парламенту. 1970 року законопроєкт було ухвалено. Відтоді риксдаг став однопалатним. Згідно з новою формою правління, що була ухвалена 1974 року і набрала сили 1 січня 1975 року, вся державна влада у Швеції походить від народу, право і обов'язок якого шляхом вільного і таємного голосування обирати риксдаг. Риксдаг єдиний видає закони, має право визначати податки, формує уряд, який відповідає перед ним. Король, попри те, що його колишні політичні функції тепер покладено на інші органи, зберіг статус керівника держави.
2005 року було ухвалено муніципальну реформу в Данії, яку почали впроваджувати в 2007 році. Вона призвела до ліквідації амтів та укрупненню комун. Замість колишніх 13 амтів створено 5 регіонів, а кількість муніципалітетів-комун скорочено з 271 до 97.

### Інтеграція до ЄС
Норвегія у 1972 році увійшла до Європейського Союзу, але вийшла після референдуму. На референдумі 28 листопада 1994 норвежці знову відмовилися приєднатися до ЄС, однак Норвегія залишається активним членом європейських організацій (ЄЕС, Шенгенські домовленості тощо). У 1973 році до ЄС приєдналася Данія. У 1995 році до Європейського Союзу приєдналася Швеція. Втім жодна з країни не впровадила валюту ЄС — євро.